# Русаков Микола Гаврилович
Микола Гаврилович Русаков (рос. Николай Русаков; народився 19 грудня 1947, Дудінка, Красноярський край) — радянський футболіст.
Захисник, грав за «Карпати» (Львів) та «Дніпровець» (Дніпродзержинськ).